# رنه فنوئی‌ئیر
رنه فنوئی‌ئیر (فرانسوی: René Fenouillière‎; ۲۲ اکتبر ۱۸۸۲ – ۴ نوامبر ۱۹۱۶) بازیکن فوتبال اهل فرانسه بود.
از باشگاه‌هایی که در آن بازی کرده‌است می‌توان به باشگاه فوتبال بارسلونا و باشگاه فوتبال اسپانیول اشاره کرد.
وی همچنین در تیم ملی فوتبال فرانسه بازی کرده‌است.